# بليك ليفلي
بليك ليفلي (بالإنجليزية: Blake Lively)‏ هي ممثلة وعارضة أزياء أمريكية من مواليد 25 أغسطس 1987. هي معروفة بدور سيرينا فان دير وودسن في مسلسل الدراما فتاة النميمة، وقد شاركت أيضاً في أفلام مثل البلدة والفانوس الأخضر ومقبول والهمج وعصر أدالين.

## طفولتها ونشأتها
ولدت بلاك ليفلي الممثلة الأمريكية وعارضة الأزياء الشهيرو بدور سيرينا في مسلسل فتاة النميمة (مسلسل) في 25 أغسطس 1987 بلوس انجلوس – كاليفورنيا وهي اصغر أشقاءها الخمس بدأت حياتها المهنية بسن 11 عندما ظهرت في عام 1998 بفيلم من إخراج والدها اسمه Sandman. فهي نشأت في عائلة فنية حيث أن والداها وجميع أشقائها يمتهنون التمثيل وكانت تحضر معهم في الأستوديو منذ طفولتها.

## حياتها
شاركت في 2006 في بطولة فيلم مقبول (فيلم). وظلت شهرتها البارزة كفتاة مسلسل فتاة النميمة (مسلسل) الذي تميزت فيه وعرفت فيه باسم سيرينا فان دير وودسن. تتمتع بليك ليفلي بجاذبية وجمال طفولي يلفت الأنظار، وقد تزوجت في 2012 من الممثل رايان رينولدز (بالإنجليزية: Ryan Reynolds)‏ واستقبلت مولودتها الأولى في يناير 2015 أطلقت عليها اسم «جيمس».
تعد ليفي ربة بيت ماهرة تعشق الطبخ والأكلات الشهية وتهوى القيام بذلك بنفسها وهي من عشاق الشهيرة «مارثا ستيوارت» وكانت قد ساهمت في إحدى حلقاتها في 2009. وذكرت حينها بأنه تعشق الديكور المنزلي والتحف وسحر الألوان. وتفكر ليفلي في تأسيس أسرة كبيرة بعد زواجها حيث قالت في إحدى تصريحاتها لعدد من أعداد مجلة "Allure" الأمريكية بأنها تتمنى دائما أن تكون لديها عائلة كبيرة، وأتمنى لو تستطيع انجاب 30 طفلا.

## أعمالها
| سنة  | عنوان                                   | دور                    |
| ---- | --------------------------------------- | ---------------------- |
| 1998 | Sandman                                 | جنية الأسنان           |
| 2005 | The Sisterhood of the Traveling Pants   | بريدجيت فريلاند        |
| 2006 | Accepted                                | مونيكا مورلاند         |
| 2006 | Simon Says                              | جيني                   |
| 2007 | Elvis and Anabelle                      | أنابيل لي              |
| 2008 | The Sisterhood of the Traveling Pants 2 | بريدجيت فريلاند        |
| 2009 | New York, I Love You                    | غابرييل دي ماركو       |
| 2009 | The Private Lives of Pippa Lee          | بابا لي الشاب          |
| 2010 | The Town                                | كريستينا "كريس" كافلين |
| 2011 | Green Lantern                           | كارول فيريس            |
| 2011 | Hick                                    | غليندا                 |
| 2012 | Savages                                 | أوفيليا "أو" سيج       |
| 2015 | The Age of Adaline                      | أدالين                 |
| 2018 | A simple favor                          |                        |

| سنة     | عنوان               | دور                  | ملاحظات                |
| ------- | ------------------- | -------------------- | ---------------------- |
| 2007–12 | Gossip Girl         | سيرينا فان دير وودسن | ممثلة رئيسية، 121 حلقة |
| 2008–10 | Saturday Night Live | مضيفة/أخرى           | 3 حلقات                |

## مواقع خارجية
- بليك ليفلي على موقع IMDb (الإنجليزية)
- بليك ليفلي على موقع روتن توميتوز (الإنجليزية)
- بليك ليفلي على موقع ألو سيني (الفرنسية)
- بليك ليفلي على موقع ميوزك برينز (الإنجليزية)
- بليك ليفلي على موقع تيرنر كلاسيك موفيز (الإنجليزية)
- بليك ليفلي على موقع أول موفي (الإنجليزية)
- بليك ليفلي على موقع بوكس أوفيس موجو (الإنجليزية)
- بليك ليفلي على موقع قاعدة بيانات الأفلام السويدية (السويدية)
- بليك ليفلي على موقع إن إن دي بي (الإنجليزية)
- بليك ليفلي على موقع ديسكوغز (الإنجليزية)
- لقاء مجلة هي بليك ليفلي